# Kollekt

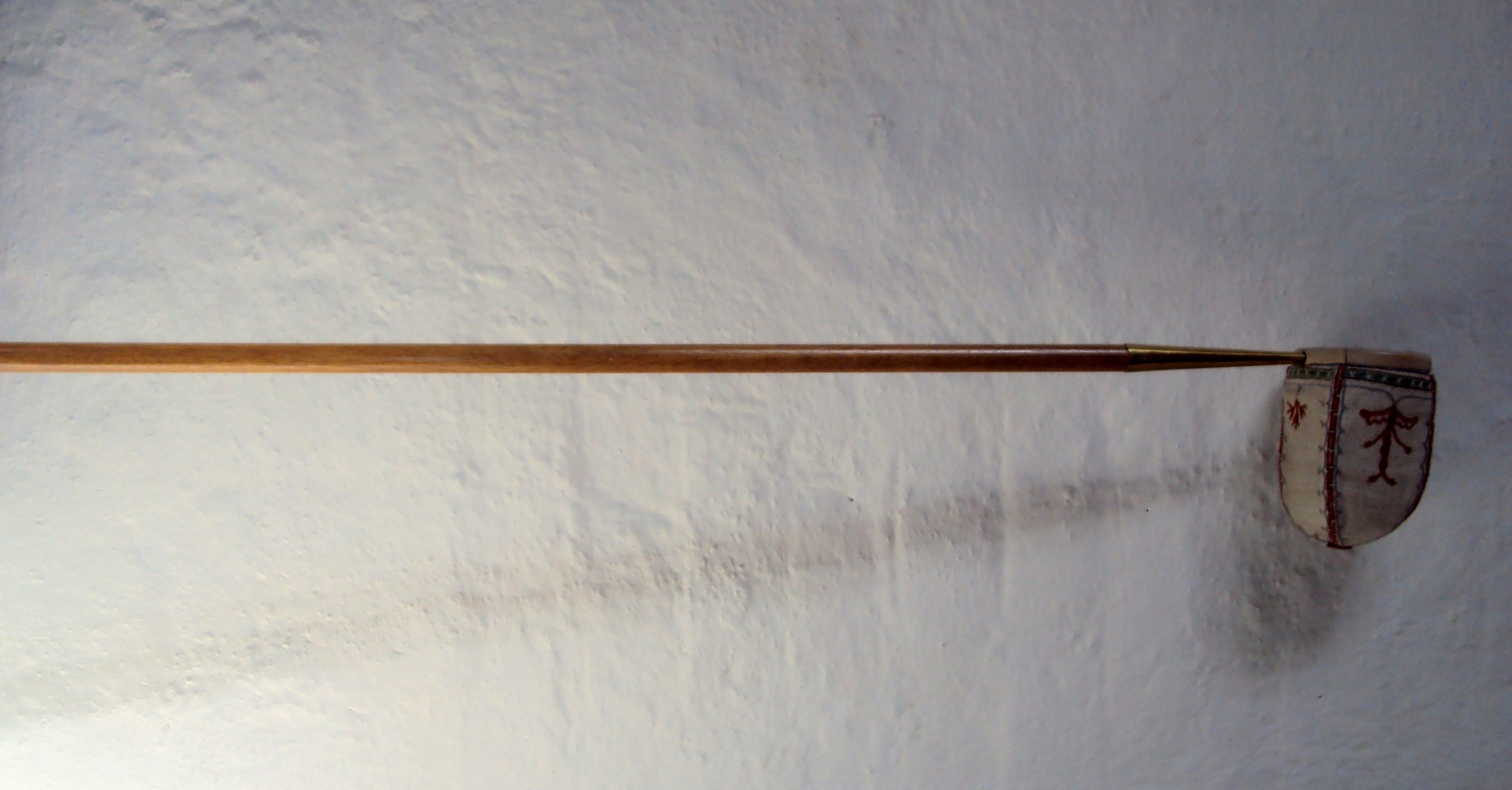
Kollekthåv

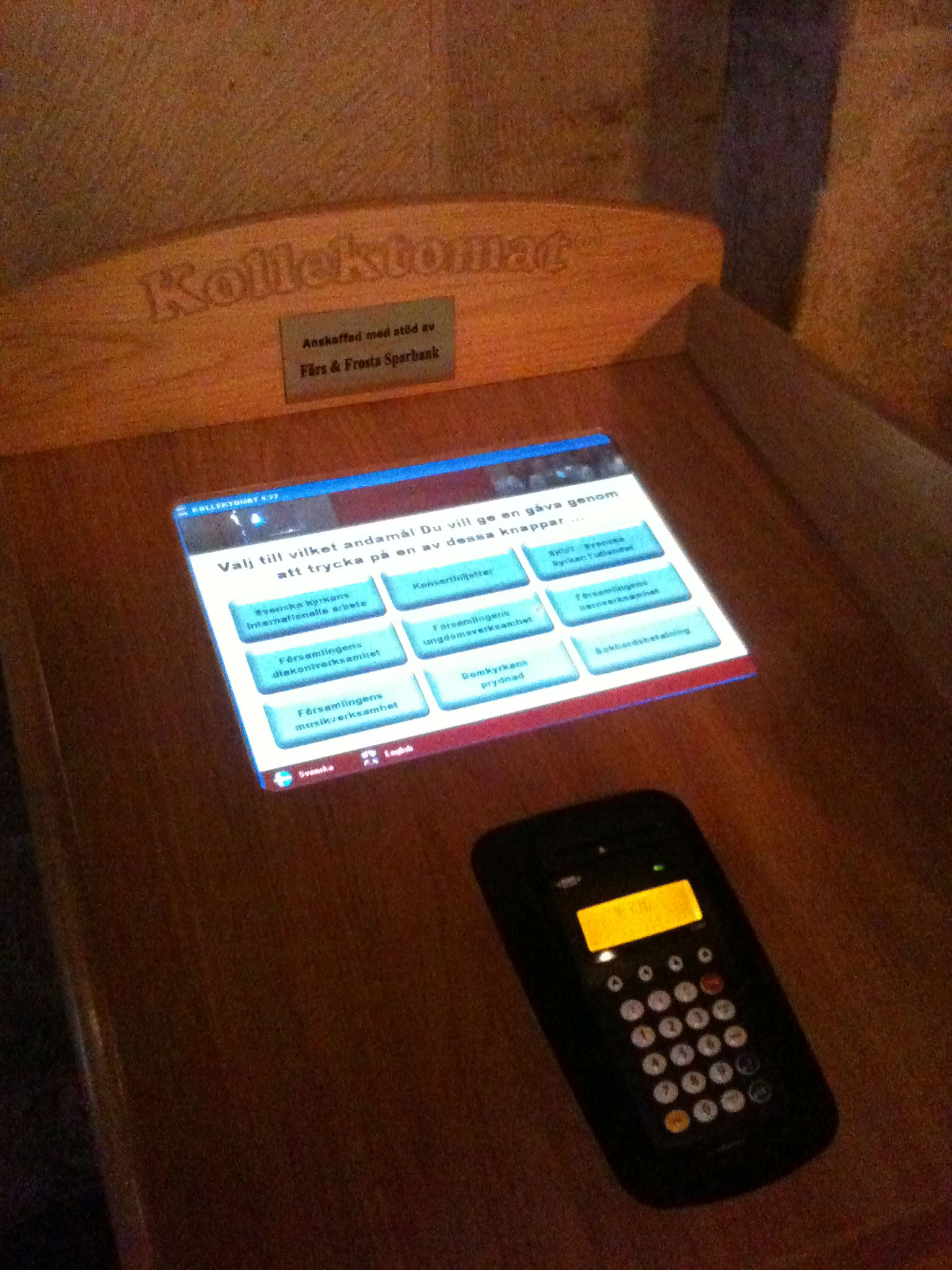
Kollektomat i Lunds domkyrka.

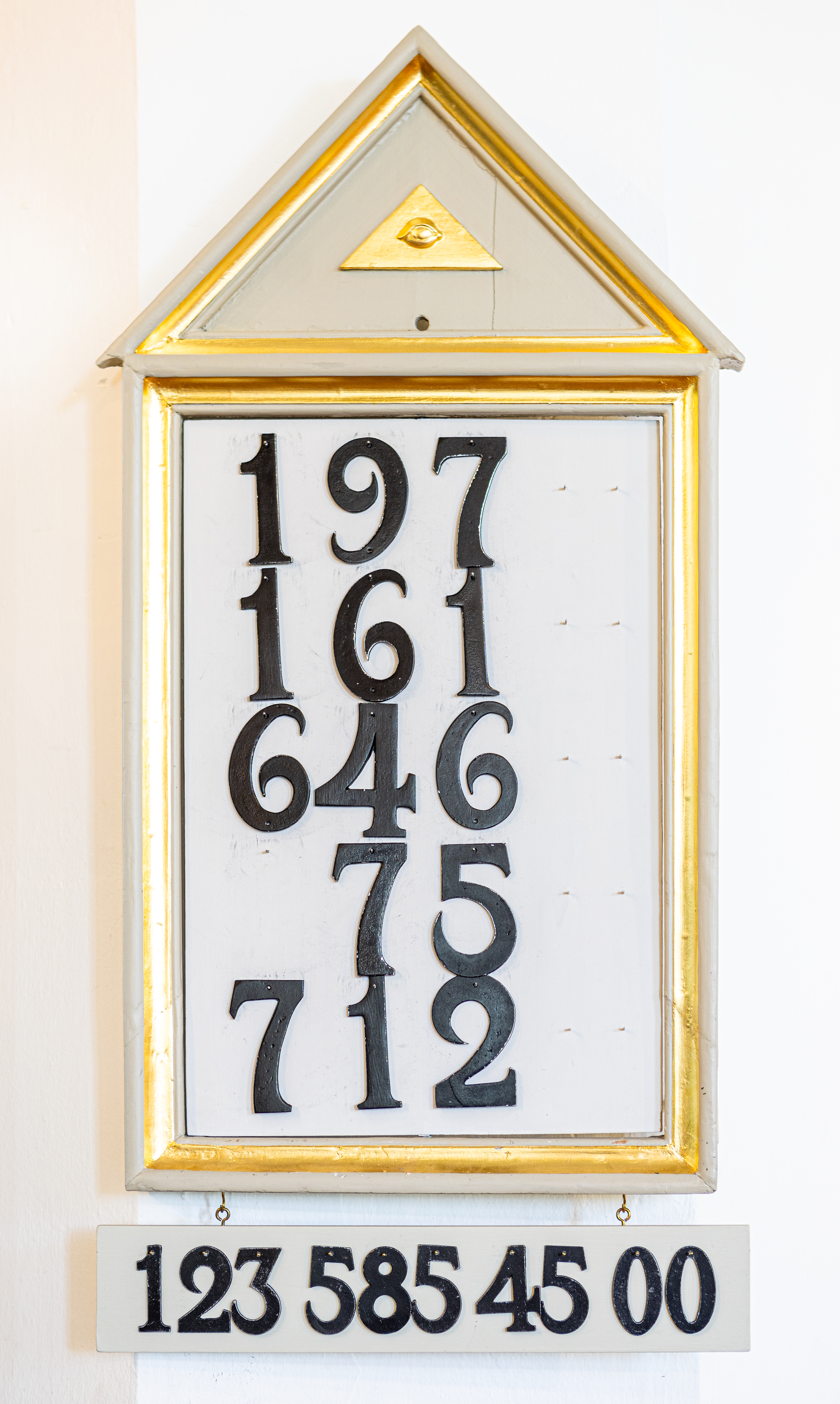
Psalmtavla i en kyrka och tilläggstavla med swishnummer för att ge kollekt.

Kollekt är ett begrepp som används i kristna sammanhang för insamlande av pengar som ska användas till olika välgörenheter eller specifika ändamål inom kyrkan. Ett annat vanligt förekommande ord är offer eller offergåva. 
Redan i den äldsta kristna tiden känner man från "Apostlagärningarna" det sociala arbetet inom de olika kristna församlingarna. Genom fördelning av insamlade gåvor var den kristna församlingen en hjälporganisation för sina medlemmar. Insamlingarna skedde oftast i samband med gudstjänsterna, som en kollekt. Ordet ”collecta” är dels beteckningen på en kort bön vid mässan, dels på insamling.  Först runt 1000-talet blev det vanligt att förknippa kollekten med rent pengainsamlande.

## Insamling
Under medeltiden insamlades kollekt genom kollektskopor eller offerstockar. Kollektskopan, eller kollekttavlan var en tunn låda av trä på vars bakre sida satt ett trähandtag. Ofta fanns en liten träskulptur som rygg på lådan, en madonna eller ett helgon. På 1600-talet blev det vanligt att insamla kollekten i tygpåsar. Redan 1693 reglerades genom kungligt beslut upptagandet av så kallad rikskollekt.
På 1800-talet spreds seden i många kyrkor att ha en speciell kollektbössa vid kyrkoutgången. För att inte störa gudstjänsten finns numera möjlighet att swisha. 
Användandet av kollekttavlor försvann inte med reformationen utan användes tillsammans med bruket av kollekthåvar. Idag förekommer också kollektomater i olika svenska kyrkor. Kollektomat är ett registrerat varumärke för en obemannad automat där besökare kan ge bidrag till kollekten med hjälp av kontokort och personlig kod. Den fungerar som komplement till kontant betalning och är inbyggd i en möbel som är anpassad för kyrkorum. Kollektomaten kan även användas för betalningar av till exempel kyrkkaffe, bokbord och avgifter. Den finns i såväl stora som små kyrkor i Sverige.
I en del frikyrkor uppmuntras det till att ge tionde, det vill säga 10% av sin inkomst, till kyrkans verksamhet.

## Historik
Kollekt (av latin: ’’collectus’’, samling), i allmänhet insamling av bidrag för välgörande ändamål. Kollekten är särskilt och nästan uteslutande en insamling av frivilliga penninggåvor vid den offentliga gudstjänsten för välgörande eller kyrkliga ändamål. Sådana insamlingar har sin upprinnelse i bruk, som, efter judiskt föredöme, var allmänt förekommande redan under kyrkans allra första dagar.
De första kristna hade varit judar och var därför vana vid att efter tempelgudstjänsterna lägga ned penninggåvor i de vid portarna till en av de inre förgårdarna befintliga "offerkistorna". Den offervillighet kristendomen predikade yttrade sig därför hos dess första bekännare helt naturligt bland annat genom frivilliga insamlingar vid gudstjänsterna, avsedda för de fattiga och sjuka samt för församlingslärarna och även längre fram, när nattvardens firande i andra århundradet blev en del av kulten, till anskaffande av nattvardselementen, bröd och vin. Ungefär samtidigt blev kollekternas ändamål även insamling av medel till kyrkobyggnader.
Från de judekristna  kom detta bruk över till de hedningkristna. Justinus Martyr anför till exempel i den ena av sina Apologier (omkring 150 e. Kr.), att vid de kristnas sammankomster på Herrens dag skedde kollekt efter behag för fattigas och fångars räkning, vilka medel sedan anförtroddes åt biskopen. Andra kyrkofäder, såsom Irenaeus, Origenes och Chrysostomos, omtalar samma bruk. Ännu under den sistnämndes tid (han dog 407) ’’fordrades’’ dylika offer av dem, som tog nattvarden.
De stora reformatorerna bibehöll det gamla kollektbruket. Den första svenska protestantiska kyrkolagen av 1571 stadgar, att "hvarje helgedag, då mesta folket såväl i städerna som på landsbygden kommer tillhopa, en skall gå omkring med hatten eller, som eljest varit sed, med taflan" för att insamla medel för de fattigas räkning. Sedermera utbyttes hatten mot en "håf". Bruket att bära kring den på en lång stång fästa håven under gudstjänsten var ännu (1910) kvar i åtskilliga delar av landet; men enligt prästeståndets vid riksdagen 1815 uttalade önskan, att "håfgången, såsom störande för gudstjänsten, måtte afskaffas", ersattes håven på många ställen av ett vid kyrkdörren utställt "bäcken". 
Enligt kungligt brev 25 mars 1693 fick ingen kollekt vid rikets kyrkor tas upp utan Kunglig Majestäts tillstånd.